# Perennibranchiati
I perennibranchiati sono un gruppo di anfibi urodeli, i cui rappresentanti sono dotati di branchie insieme ai polmoni anche allo stato adulto. Il termine attualmente non ha più valore in sistematica e si preferisce parlare di "forma" o "condizione perennibranchiata".
Gli apparati si sviluppano in stato larvale, come per tutti gli anfibi, ma non subiscono regressione durante la crescita. In pratica non si realizza la classica metamorfosi che contraddistingue gli anfibi più noti, realizzandosi in questo modo un esempio di neotenia. Conseguentemente questi animali continuano a vivere nell'acqua, prevalentemente dolce o marina costiera, anche a sviluppo morfologico completato. Appartengono a questo gruppo i proteidi e i sirenidi.